# Rhadinomphax divincta
Rhadinomphax divincta là một loài bướm đêm trong họ Geometridae.